# Какабаев, Аннаберды
Аннаберды Какабаев (туркм. Annaberdy Kakabaýew; род. 1961, аул Кеши, Ашхабадская область, Туркменская ССР) — туркменский государственный деятель.

## Биография
Образование высшее. В 1982 году окончил Туркменский сельскохозяйственный институт, по специальности — гидромелиоратор.
Трудовую деятельность начал в 1982 году преподавателем кафедры организации гидромелиоративных работ Туркменского сельскохозяйственного института. Далее — в системе КНБ Туркменистана: начальник управления Комитета национальной безопасности Туркменистана по Лебапскому велаяту (2001—2002).
- 01.04.2002 — 13.05.2002 — заместитель министра внутренних дел Туркменистана по надзору за специализированными учреждениями.

- 13.05.2002 — 21.02.2003 — министр внутренних дел Туркменистана.

- 21.02.2003 — 28.11.2003 — заместитель начальника Государственной службы Туркменистана по регистрации иностранных граждан.

- С 28 ноября 2003 года — начальник Ашхабадского областного управления Государственной службы Туркменистана по регистрации иностранных граждан.

Информация о дальнейшей карьере А. Какабаева не публиковалось.

### Лишение зарплаты
25 июня 2002 года в газетах было опубликовано распоряжение Президента Туркменистана Сапармурата Ниязова о лишении министра внутренних дел А. Какабаева месячной заработной платы «за слабый контроль за деятельностью подчиненных ему служб, неправильную работу по обеспечению безопасности дорожного движения и общественного порядка». Тем же распоряжением месячной зарплаты был также лишен министр иностранных дел Рашид Мередов, в свою очередь, «за неправомерное вмешательство в деятельность МВД». Подробности не сообщались.

## Награды и звания
- медаль «Эдерменлик»
- медаль «За любовь к Отечеству»
- орден «Туркменбаши» (24.01.2003) — за особые заслуги перед Туркменистаном и его народом, большие успехи в укреплении национальной безопасности государства, образцовое руководство при выполнении специального поручения Президента Туркменистана по раскрытию террористического акта, совершенного 25 ноября 2002 года.

### Воинские звания
- генерал-майор (24.01.2003)